# Acacia pellita
Acacia pellita — вид квіткових рослин з родини бобових. Ареал: Австралія (Північна територія, Західна Австралія).

## Середовище
Росте на піщаних або суглинних ґрунтах і віддає перевагу вологим умовам. Часто розташовується вздовж берегів струмка, росте на піщаному ґрунті як частина евкаліптових лісових угруповань, де його часто можна знайти в тінистих місцях на пісковику чи латериті або навколо них.

## Біоморфологічна характеристика
Цей кущ або дерево зазвичай досягає висоти від 3 до 6 метрів і має сіру або коричневу кору, яка є злегка волокнистою. Має злегка кутасті ребристі гілочки, вкриті щільним пухнастим ворсом. Вічнозелені філодії мають вузькоеліптичну форму, завдовжки від 10,5 до 19,5 см і вшир від 30 до 100 мм; вони мають від двох до чотирьох видатних головних жилок, які паралельні одна одній. Цвіте з травня по серпень, утворюючи жовті квітки. Циліндричні квіткові колоски мають довжину від 3 до 7 см і наповнені квітками золотистого кольору. Густо запушені стручки згорнуті, завдовжки близько 7 см і вшир від 3,5 до 5 мм з поздовжньо розташованими насінням всередині. Насіння чорного кольору має довгасту форму і має розмір від 3,9 до 4,5 мм.